# Неутешное горе
«Неуте́шное го́ре» — картина русского художника Ивана Крамского (1837—1887), написанная в 1884 году. Картина является частью собрания Государственной Третьяковской галереи (инв. 679). Размер картины — 228 × 141 см.

## История и описание
Картина «Неутешное горе» была задумана и писалась под впечатлением от личной трагедии, постигшей художника — смерти его младшего сына Марка в 1876 году. На картине изображена скорбящая женщина в траурном чёрном платье — в её чертах угадывается сходство с женой художника Софьей Николаевной.
Крамской работал над этой картиной около четырёх лет. Прежде чем остановиться на окончательном композиционном решении, он создал несколько предварительных вариантов. Крамской рассказывал про окончательный вариант картины: «Остановился, наконец, на этой форме, потому что больше двух лет эта форма не вызывала во мне критики».

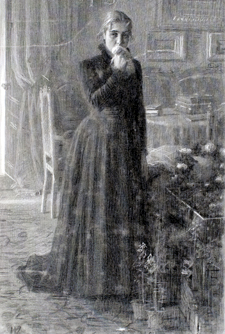
Карандашный набросок картины

В окончательном варианте картины художник чрезвычайно сдержан в показе внешних проявлений человеческих чувств. Они главным образом сосредоточены в глазах женщины и в её руках. Одной рукой она прижимает к губам платок, другая рука опущена. Глаза отрешённые, полные безысходной тоски.
Владимир Порудоминский так писал об этой картине в своей книге о Крамском:
Женщина в черном платье неопровержимо просто, естественно остановилась у коробки с цветами, в одном шаге от зрителя, в единственном роковом шаге, который отделяет горе от того, кто горю сочувствует, — удивительно зримо и законченно легла в картине перед женщиной эта взглядом лишь намеченная пустота. Взгляд женщины (глаза не трагически темные, а буднично покрасневшие) властно притягивает взгляд зрителя, но не отвечает на него. В глубине комнаты, слева, за портьерой (не за портьерой-декорацией, а портьерой — обычным и малозаметным предметом обстановки) приоткрыта дверь, и там — тоже пустота, необыкновенно выразительная, узкая, высокая пустота, пронизанная тускло-красным пламенем восковых свечей (все, что осталось от светового эффекта).
Когда картина была готова, Крамской написал Павлу Третьякову: «Примите от меня эту трагическую картину в дар, если она не лишняя в русской живописи и найдёт место в вашей галерее». Третьяков взял картину в свою коллекцию, но заставил художника принять за неё деньги.
В Саратовском художественном музее имени А. Н. Радищева хранится карандашный набросок этой картины, который композиционно соответствует живописному произведению.
В поэме Венедикта Ерофеева «Москва — Петушки» главный герой в начале повествования припоминает картину «Неутешное горе», которая после преследует его в пьяном бреду: так, в вагоне электрички «женщина, вся в чёрном с головы до пят, стояла у окна и, безучастно разглядывая мглу за окном, прижимала к губам кружевной платочек».